# Jan Perdenia
Jan Perdenia (ur. 3 stycznia 1898 w Peliszczu na Polesiu, zm. 5 stycznia 1973 w Krakowie) – polski historyk, specjalista od dziejów Kozaczyzny.

## Życiorys
Studiował historię na UJ pod kierunkiem Władysława Konopczyńskiego. Następnie uczył w gimnazjach na Polesiu. W okresie okupacji niemieckiej w latach 1941-1944 kierował tajnym nauczaniem w Brześciu Litewskim. Doktorat uzyskał w 1945 na UJ. W latach 1946–1948 był starszym asystentem w Katedrze Historii Polski Nowożytnej. Od 1951 roku wykładowca WSP w Krakowie (od 1951 docent). 

## Wybrane publikacje
- Stanowisko Rzeczypospolitej szlacheckiej wobec sprawy Ukrainy na przełomie XVII-XVIII w., Wrocław: Zakład Narodowy im. Ossolińskich Wydawnictwo PAN 1963.
- Hetman Piotr Doroszenko a Polska, Kraków: Towarzystwo Autorów i Wydawców Prac Naukowych "Universitas" 2000.